# Blauwe pauw
De blauwe pauw (Pavo cristatus) is een vogel uit de orde van de hoendervogels. Net als de andere pauwensoort, de groene pauw, is de blauwe pauw een kleurrijke vogel.

## Kenmerken
Het verschil tussen de geslachten is erg duidelijk: de mannelijke dieren hebben pronkveren (sleep), die ze uitzetten tijdens de balts. Daarnaast is hun voorlichaam felblauw van kleur. De vrouwtjes zijn bruinachtig. Van het kweekras Pavo cristatus mut. alba, ook wel bruidspauw genoemd', zijn zowel de mannetjes als de vrouwtjes volledig wit.

## Leefwijze
Pauwen zijn alleseters die zich voeden met zowel insecten, slakken en wormen als bessen en zaden. Hoewel ze de grootste tijd op de grond doorbrengen, kunnen ze als het nodig is vliegen. Ze overnachten meestal op een boomtak of in een struik.

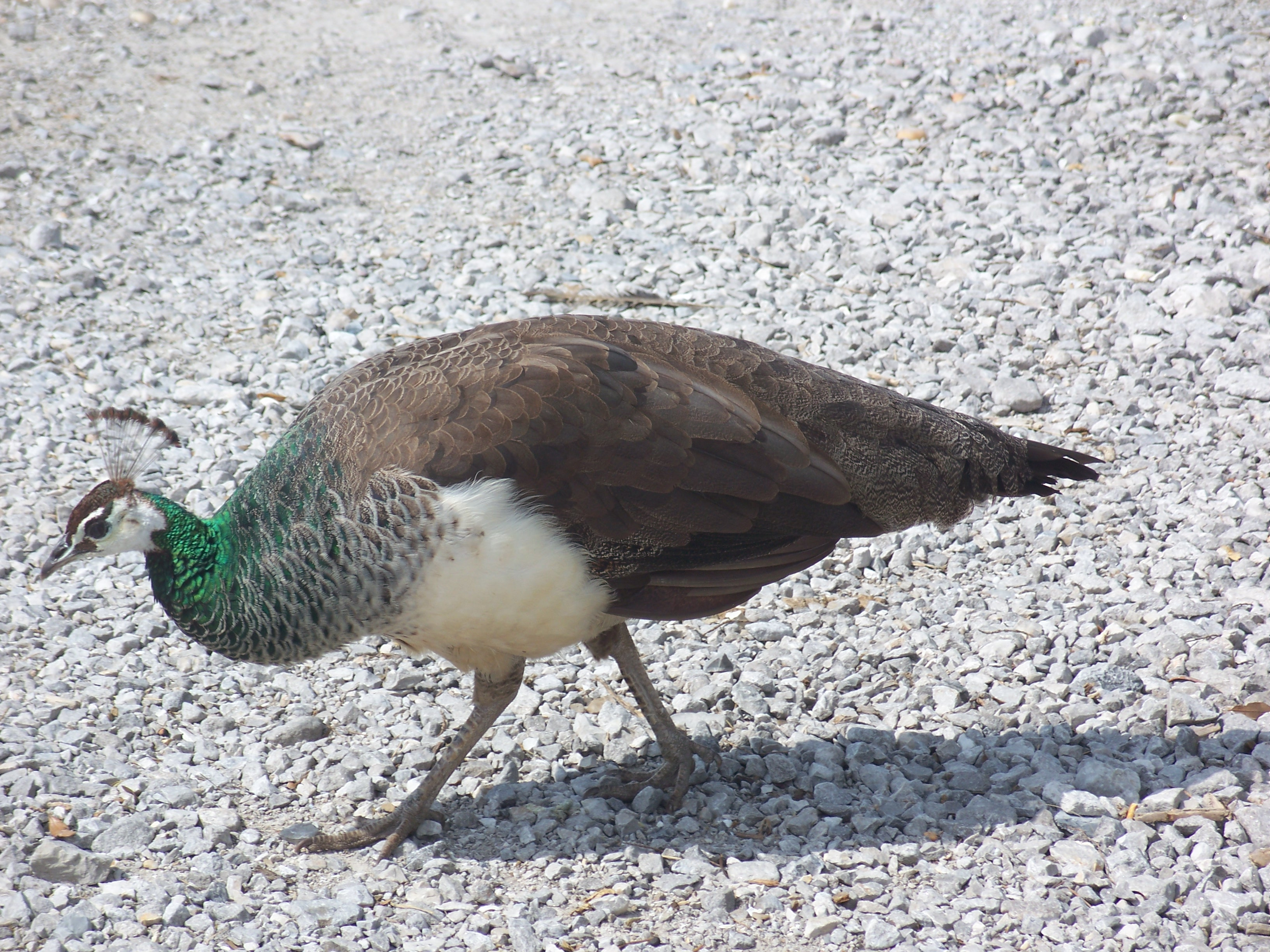
Vrouwtje

## Voortplanting
Pauwenmannetjes verzamelen doorgaans meerdere vrouwtjes om zich heen, die worden aangetrokken door hun baltsgedrag en roep. Nadat de vrouwtjes bevrucht zijn, gaan ze weer hun eigen weg. Het mannetje bemoeit zich verder niet met eieren of jongen. Het nest bevat ongeveer 5 eieren, die door het vrouwtje in circa 28 dagen worden uitgebroed. Volwassen mannelijke dieren kunnen, inclusief hun staart, ruim 2 meter lang worden. Vrouwtjes zijn kleiner dan 1 meter. De blauwe pauw behoort tot de familie Phasanidae.

## Verspreiding
De blauwe pauw komt van oorsprong voor in India en op Sri Lanka, maar wordt vrijwel over de hele wereld succesvol gehouden en gefokt.

## Verwerking
Door de jaren heen waren vooral de hanen zeer gewild. Hun verenkleed werd esthetisch zeer geapprecieerd. Tot de 19de eeuw waren deze dieren dan ook zeer populair bij de rijkere lieden. Om een paartje te houden is een grote tuin met bomen nodig, een luxe die armere (werk)lieden zich niet konden permitteren.
- In de culinaire finesse: de opgevulde haan werd gebraden en opgediend met zijn verenkleed. Dit gebeurde ook met zwanen, fazanten en kalkoenen, die als pronkstuk dienen op een tafel met wild.
- In de mode-industrie: pauwenveren werden gebruikt voor waaiers, hoeden en damesaccessoires. Hiervoor worden ook de slagpennen gebruikt en niet enkel de staartveren. Ook witte pauwenveren worden verwerkt.